# Esmeralda Barros
Esmeralda Barros (eigentlich Esmerlinda de Barros; anhörenⓘ * 4. September 1944 in Ilhéus; † 10. Oktober 2019 in Rio de Janeiro) war eine brasilianische Schauspielerin.

## Leben
Barros, eine Mulattin, begann ihre professionelle Karriere als Nachtclubtänzerin für Carlos Machado. 1964 wurde sie bei einem Schönheitswettbewerb eines Lokals Zweitplatzierte, was ihr genug Aufmerksamkeit verschaffte, um Filmangebote in ihrem Heimatland und daraufhin auch aus Italien zu erhalten, wo sie in reinen Kommerzprodukten zwischen 1966 und 1973 als hübsche Exotin besetzt wurde. Auch gelegentliche Fernsehangebote nah sie war. Dann kehrte sie zurück in ihr Heimatland, wo sie 1976 in „Homem“, aus dem kurz darauf die brasilianische Ausgabe des Playboy wurde, zu sehen war.
Sie beendete Ende der 1970er Jahre ihre Karriere (bis auf zwei kurzzeitige Ausnahmen) und lebte in Rio de Janeiro, wo sie eine Familie gründete.
Esmeralda Barros starb im Oktober 2019 im Alter von 75 Jahren.

## Filmografie (Auswahl)
- 1965: História de um Crápula
- 1966: Unser Mann in Rio (Se tutte le donne del mondo…)
- 1967: Django – den Colt an der Kehle (Chiedi perdono a Dio, non a me)
- 1968: Nackt unter Affen (Eva, la Venere selvaggia)
- 1971: Auch Djangos Kopf hat seinen Preis (Anche per Django le carogne hanno un prezzo)
- 1971: Ein Fressen für Django (W Django!)
- 1971: Quelle sporche anime dannate
- 1972: Fünf Klumpen Gold (Tutti fratelli nel West… per parte di padre)
- 1972: Nur der Colt war sein Gott (La colt era il suo Dio)
- 1972: Poppea, die Hure von Rom – Messalina II (Poppea una prostituta al servizio dell'impero)
- 1978: Verflixt nochmal… Wer hat? Der hat! (O bem dotado – o homem de Itu)
- 1985: Uma Esperança no Ar (Fernsehserie)